# Youssef Benzamia
Youssef Benzamia (né le 7 mars 1993 à Nice) est un athlète français, spécialiste du saut en hauteur.

## Biographie
Il a participé aux championnats d'Europe juniors 2011, à Tallinn, sans passer le stade des qualifications (2,05 m).
Il est sacré champion de France en salle 2018, à Liévin, avec la marque de 2,18 m, égalant son record personnel établi quelques jours plus tôt à Aubière.